# Dactylopisthoides transbaicalicus
Espèce
Synonymes
- Uusitaloia transbaicalica Marusik, Koponen & Danilov, 2001

Dactylopisthoides transbaicalicus est une espèce d'araignées aranéomorphes de la famille des Linyphiidae.

## Distribution
Cette espèce est endémique de Bouriatie en Russie,. Elle se rencontre vers 1 650 m d'altitude dans les monts Bargouzine.

## Description
Le mâle holotype mesure 1,53 mm.

## Systématique et taxinomie
Cette espèce a été décrite sous le protonyme Uusitaloia transbaicalica par Marusik, Koponen et Danilov en 2001. Elle est placée dans le genre Dactylopisthoides par Tanasevitch et Marusik en 2023.

## Étymologie
Son nom d'espèce lui a été donné en référence au lieu de sa découverte, la Transbaïkalie.

## Publication originale
- Marusik, Koponen & Danilov, 2001 : « Taxonomic and faunistic notes on linyphiids of Transbaikalia and south Siberia (Araneae, Linyphiidae). » Bulletin of the British Arachnological Society, vol. 12, no 2, p. 83-92.